# Dykkerne
Dykkerne er en dansk film fra 2000, instrueret af Åke Sandgren efter manuskript af Bent E. Rasmussen og Anders Thomas Jensen.
Forfatteren Thorstein Thomsen omskrev filmmanuskriptet til en ungdomsroman, der blev udgivet med den samme titel af forlaget Vinten i år 2000. Bogens midtersider udgøres af en række billeder fra filmen.

## Handling
De to teenage-brødre Christian og Ask er på sommerferie hos deres morfar på Sejerø, hvor de tilbringer tiden med at dykke fra hans båd. Da de på havbunden finder vraget af en tysk u-båd fra 2. verdenskrig, bliver de meget nysgerrige. U-båden rummer imidlertid en uhyggelig hemmelighed, og det viser sig, at også andre er meget interesseret i vraget.

## Medvirkende
- Robert Hansen
- Otto Brandenburg
- Jytte Abildstrøm
- Baard Owe
- Jesper Asholt
- Bjarne Henriksen
- Ditte Gråbøl